# Мунтеле Баишориј (Клуж)
Мунтеле Баишориј (рум. Muntele Băișorii) насеље је у Румунији у округу Клуж у општини Бајишоара. Oпштина се налази на надморској висини од 970 m.

## Становништво
Према подацима из 2002. године у насељу је живело 342 становника, од којих су сви румунске националности.